# 山下敬二郎
山下 敬二郎（やました けいじろう、本名：山下 啓次郎（やました けいじろう）、1939年2月22日 - 2011年1月5日）は、東京都出身のロカビリー歌手。不良のやる音楽というロカビリーのイメージを決定づけたと言われている。

## 人物・略歴
落語家・喜劇俳優の柳家金語楼と新橋花柳界の芸者の間に非嫡出子として生まれる。
異母兄に作家・演出家の山下武、実妹は女優・声優の有崎由見子、いとこに喜劇女優の小桜京子。
（艶福家として知られていた金語楼には本妻以外の女性との家庭が複数あり、各家庭に収入を当分して与え「山下」の表札を掲げさせていた。多い時で7人、金語楼の葬儀時で5人の妻がいたという。）
東京の麹町に生まれ牛込に育つ。終戦後疎開先の山形から東京に戻ると市ヶ谷小、中学は私立京華中学高等学校に進む。この頃日比谷公会堂でチャック・ワゴン・ボーイズのウイリー・ジェームス（のちの沖山）を見てカントリーに強く魅了される。ハンク・ウィリアムスの「ロング・ゴーン・ロンサム・ブルース」をレコードから覚えて、文化放送の「タレントスカウト」に出て歌ったこともあった。京華高校には進まずに英会話の専門学校へ、しかし半年で辞める。グレて少年院に入れられそうになるが父、金語楼のつてで14歳の頃にウイリー沖山に弟子入り、沖山のバンド ブルーレンジャーズの〝ボーヤ〟を務めた。すぐ後に菊地正夫(後の城卓也)、曽根幸明が同じく弟子入りしている。初舞台は横浜・伊勢佐木町のナイトクラブ『モカンボ』で、ハンク・ウィリアムズの「ジャンバラヤ」を歌う。一年後にウイリーのソロシンガー転向独立でバンドは解散、大野義夫の紹介によりマウンテン・ボーイズにボーヤ兼シンガーとして参加、主に米軍キャンプで前座歌手としてステージを踏んだ。半年後にバンドが解散すると神楽坂でぶらぶらしていたが、この頃にジュークボックスから聞こえるビル・ヘイリー、エルビス・プレスリーのロックンロールに大きな影響を受けた。
1957年、マウンテンボーイズの残党とサンズ・オブ・ドリフターズ（リーダーは岸部清、後の第一プロ社長）に参加、ボーヤではなくロカビリーシンガーとなる。(バンドのメインボーカルはカントリーで、日本のウェッブ・ピアスと呼ばれた清水一夫)　この年の春と秋に開かれた有楽町『ビデオホール』でのウエスタンカーニバルに出場、（プレスリーの「どっちみち俺のもの」パット・ブーンの「ドント・フォビット・ミー」とビル・ヘイリーの「セインツ・ロックンロール」をそれぞれ歌唱）後に日劇ウエスタンカーニバルで共演する平尾昌章、ミッキー・カーチスと出演し注目され始めた。このステージを見ていたマナセプロダクションの曲直瀬信子から熱烈に誘われ、ウエスタン・キャラバンのメインボーカルとして引き抜かれる形でバンドを移籍。これは主に米軍キャンプまわりの活動が中心のドリフターズから、都内のジャズ喫茶によく出ていたウエスタン・キャラバンの活動に惹かれた為だが、すでにジャズ喫茶で注目され始めていた平尾、ミッキーを強く意識しての事だった。
1958年2月に開かれた第1回『日劇』ウエスタンカーニバルにウエスタン・キャラバン(他のシンガーは岡田朝光、菊地正夫)の一員として出演（山敬はジーン・ヴィンセントの「ブルージーンバップ」エディ・コクランの「バルコニーに座って」リトル・リチャードの「レディ・テディ」以上3曲がパンフレットに記載有）すると、
特に平尾昌章（オールスターズ・ワゴン）、ミッキー・カーチス（クレイジー・ウエスト）と共に「ロカビリー三人男」と呼ばれ、爆発的な人気を集め一躍世間一般に知られるようになった。
4月にはエンゼルレコード(東芝)から専属歌手第一号として「バルコニーに座って/ダイアナ」をリリース、当初はポール・アンカの「ダイアナ」ではなくジミー・ロジャースの「ワインより甘いキッス」が予定されていた。演奏はウエスタン・キャラバン、アレンジは中村八大（シックス・ジョーズ）、「ダイアナ」のサックスは与田輝雄（シックス・レモンズ）が務めた。このレコードは両面ヒットとなり特に「ダイアナ」は彼の代表曲として以後日本のロカビリーの代名詞とさえなった。同月の大阪公演ではダイアナをBGMにヘリコプターで登場したり、翌月の神田明神祭ではハッピに鉢巻きでロカビリーをやるなど派手なパフォーマンスも話題となった。ミュージックライフ誌8月号では前年までトップの小坂一也とライバル平尾昌章を抑えてウエスタン＝ロカビリー歌手部門の一位を獲得した。そんな折にウエスタン・キャラバン（リーダーは相沢芳郎　後のサン・ミュージック社長）のマナセプロからの独立騒動が起きるが、山下はこれに追従せず、自分のバンドとしてギターの三上定雄と共にレッド・コースターズを結成、セカンドシンガーにボップ上野、後には高見純、関西より杉山敏夫（後の日活俳優）、内田裕也、デビュー間もない頃の高松秀晴、ベースにはダニー飯田とパラダイスキングから寺沢武が参加した。時を同じくしてマナセプロの同系である渡辺プロダクションに移籍することとなった。この頃から付き人を井澤健（後のイザワオフィス社長）が務めた。
1959年は「ネリカンブルース」の発売禁止騒動が起こった。もともとこれは「可愛いスーちゃん」として戦中の入営に伴う寂しさわびしさを唄った作者不詳の曲で、歌詞を練馬少年鑑別所の不良少年に置き換えて歌われたものだった。東芝は山下でこの曲をA面に、B面に水原弘の「黒い花びら」で販売の予定だったが、毎日新聞を筆頭に全国婦人会等から歌詞が公序良俗に反するとされ抗議を受けたのであった。他にコロンビアから守屋浩、ビクターから坂本九で競作される予定の、レコード会社がヒットを見込んだ曲だったがかなわなかった。守屋坂本両名ともこの時点ではまだブレイク前であり、人気知名度と〝不良少年〟像に山下のイメージがまさに影響したようだった。戦中に戦意高揚に反するとして軍部から封印された曲が、戦後歌詞を変えて良識者団体からの抗議でお蔵入りするという皮肉な結果になった。結局この年にはビクターが浜村美智子で「可愛いスーちゃん」を発売、東芝は水原弘の「黒い花びら」を彼のデビュー曲として発売し、後者は第一回日本レコード大賞曲になった。
1960年に入るとバンドは三上定雄とレッド・コースターズとして山下から離れ東洋企画に移籍、代わりに新バンドのザ・コースターズを結成、セカンドシンガーに菊地正雄(同年テイチクからコースターズをバックに「ひとりぼっちで/スタコイ東京」でデビューした)　と内田裕也、ギターに野口武義がいた。この頃からもっぱら野球に凝り始め巨人軍より早くバッティングマシーンをナベプロに〝バンス〟(給料の前借)をして購入、あまりにもの野球狂に週刊平凡には芸能界を引退してプロかノンプロの野球選手を目指す、といった記事が掲載され世間を驚かせた。結局コースターズを解散して東京ヤンキースを結成、バンドリーダーは寺沢武、シンガーに内田裕也と田川譲二（この二人でダブルビーツというユニットを組んだが、これは男性版ザ・ピーナッツを目指したナベプロの目論見だった）ギターに杉本喜代志、野球チームも兼ねて野球経験者を参加条件とした。アマチュア野球の強豪として大毎オリオンズ、東映フライヤーズといった優勝チームとオフには準公式球で試合さえした。
1962年になるとそれまで無類のカーマニアとしても知られていた山下は、当時日本に16台しか無かった外車サンダーバード56年型を所望したが、渡辺プロの渡辺晋社長から〝バンス〟（ギャラの前借）を断られてしまう。人気が落ち始めていた山下の我儘が通用しなくなり、この件は彼のプライドを大きく傷つける事となった。銀座ACBのオーナーで東洋企画の社長である谷富次郎は、山下にこの資金提供をプロダクションの移籍を条件に快諾、これは谷が経営していた銀座ACBの集客の為、人気歌手の獲得に躍起になっていた谷の意向と合致したからによる。このクルマは同年のシングル「可愛いティーズ」「涙の紅バラ」後年の「ダイアナ」の再発盤に写真が使われた。そして山下と東京ヤンキースは東洋企画に移籍、内田と田川と井澤は彼に追従せずナベプロに残った。東洋企画ではマネージャーとの不仲によりバンドとも疎遠になり、さらに東宝の俳優である藤木悠夫人とのスキャンダルが週刊誌上を賑わすなどした結果、東洋企画を辞める。その後金語楼の金星企画にいたり、山下敬二郎音楽事務所を立ち上げて博多で興行（共演に柳家金語楼、平尾昌章、ミッキー・カーチス）をしたり、二子新地に喫茶店「ロック」を経営したがいづれも上手くいかなかった。
1960年代後半は完全にフリーになり仕事も激減、たまにあるステージも地方のキャバレーなどで、さらにはそれすら無くなっていき生活は困窮を極めた。体調を崩しながらも雀荘を経営、どうにか食いつないだ。1970年には平尾昌晃のリサイタルにゲスト出演、それをきっかけにデノン（日本コロンビア）から8年ぶりのレコード「愛しているなら」を川内康範のプロデュースのもとリリースした。レコードはヒットしなかったものの、この年はブルーコメッツの企画アルバム「ポピュラーヒット25年史」にゲストシンガーとして参加したりと表舞台に登場する機会も増えた。
1972年にはミッキー・カーチスのプロデュースにより平尾、ミッキーとアルバム「蘇るロカビリー三人男」を吹き込んだ。大野克夫編曲の元、ロックンロールオールスターズとクレジットされた、豪華なミュージシャンが名を連ねるこの二枚組レコードは好セールスを記録、5年後にジャケットを変えて再販もされた。同じ頃三人男でジョイントコンサートを行いこちらも評判を呼び、以降30年以上にわたり定期的に開催されて当時のファンが多数つめかけた。
5度の結婚歴があり、5人目の妻の山下直子（1991年、26歳の年齢差で結婚）とのステージを中心に、セルフ・プロデュースでカントリー・ウエスタンのCDを発表するなど、ベテランの域に達しても音楽活動を展開していた。
2008年には第50回日本レコード大賞功労賞を受賞。
2009年10月25日「ボクらの時代」（フジテレビ）に平尾昌晃、ミッキー・カーチスと出演。
2010年11月末から胆管がんで入院していたが、2011年1月5日に胆管がんによる腎不全のため東京都町田市の病院で死去した。71歳没。戒名は啓光院慈徳良道居士。山下の訃報に、長年の友人であった平尾昌晃は「ロカビリー三人男は永遠に不滅。53年間一緒にやれて有難う」と追悼の辞を贈った。

## ディスコグラフィー

### シングル
- バルコニーに坐って／ダイアナ（1958年4月、JP-5008）
- クレイジー・ラヴ／愛しておくれ（1958年7月、JP-5010）
- テレビ塔音頭(朝丘雪路と)／テレビ塔の見える道(大江洋一)（1958年11月、JP-1003）
- 敬ちゃんのジングルベル／ブルー・クリスマス（1958年11月、JP-5017）
- 国境の南／打明けるのが遅かったかい（1959年1月、JP-5015）
- 青春ハイ・スピード／片想い(中島潤)（1959年2月、JP-1010）
- 北風を衝く男／俺は夢見る旅鳥（1959年2月、JP-1018）
- 恋の片道切符／褐色のブルース(渡辺晋とシックスジョーズ)（1960年2月、JP-5034）
- それが男というものさ／うき藻小唄（朝丘雪路）（1960年7月、JP-1174）
- バッファローマーチ／死ぬほど愛して（朝丘雪路）（1960年7月、JP-5040）
- 恋の手ほどき／こわれた恋(旗輝夫)（1960年7月、JP-1175）
- 花子さん／ほんとにほんとにご苦労ね（1961年5月、JP-1275）
- 純情愚連隊／母を慕うブルース（1961年7月、JP-1278）
- 恋はやさしい野辺の花／ディアボロの歌（1961年8月、JP-5075）
- 白い夜霧のブルース／今日の涙は明日の虹さ（1961年12月、JP-5095）
- ブロンコ／マーベリック（1962年2月、JP-5097）
- ヤング・ワールド／クライ・クライ・クライ（1962年6月、JP-5124）
- 可愛いティーズ／スチールギターとワイングラス（1962年7月、JP-5138）
- 涙の紅バラ／二人のメロディー（1962年10月、JP-5157）
- 家へかえろう／可愛いダイアン（1962年12月、JP-5166）
- 愛しているなら／遠くで愛して（1970年、CD-74）
- ダイアナ(平尾昌晃と)／砂に書いたラブレター(平尾昌晃)　(1971年7月、LL-10170-J)
- 青春無情／明日は帰るよ（1972年、BS-1574）
- ダイアナ／バルコニーに坐って（1977年、ETP-10304）
- バイ・バイ・ブルース／僕のベッドへおいで（1977年、RVS-1081）
- エルビスは永遠／ロッカ・バイ・エルビス(平尾昌晃と)（1977年、RVS-1096）
- 上陸！ロックン・ロール・タイフーン／聖者の行進(1977年、08SH 158）(平尾昌晃、ミッキーカーチスと)
- 男と汽車と古い地図／なごり（1980年7月、RD-4004）
- あいつと俺／酒飲み男の子守唄（1983年、AH-362）

### アルバム
- 敬ちゃんのロック（1960年12月、JP0-1065）
- 東芝ポップテン（1961年5月  JPO-1084）※オムニバス盤 A-4ダイアナ B-1母を慕うブルース（ネリカンブルース）
- しゃれ男（1961年7月、JP0-1096）
- 涙の紅バラ（1962年11月、JP0-1236）
- ROCKIN' TOKYO（1963年　US/CANADA CAPITOL T10342/DT10342）※オムニバス盤 B-5 I'M COMING HOME  B-6 LITTLE DIANE
- 蘇るロカビリー三人男（1972年11月、SKW53/4）（平尾昌晃、ミッキー・カーチスと）
- ロックンロール野郎（1977年、RVL-6519）

## 出演映画
- 現代無宿（松竹、1958年5月）
- 空かける花嫁（松竹、1959年1月）『青春ハイスピード』
- 青春を賭けろ（東宝、1959年7月）
- 檻の中の野郎たち（東宝、1959年8月）
- 山のかなたに（東宝、1960年2月）
- 女は抵抗する（大映、1960年3月）『テレビ塔音頭』他
- 恋と太陽とギャング（東映、1962年3月）『白い夜霧のブルース』

### テレビ出演
- 変身忍者 嵐 第16話「ロボット！飛行タコ！大作戦!!」（東映、1972年7月21日）作兵衛の息子 役[6]。

## 書籍
•ダイアナ、俺の歌を聞いてくれーロカビリー・ナイト・イン・ジャパン　(現代書林　1988年2月)
　•リセット。　(人間と歴史社　2002年12月)